# Församlingsfakulteten

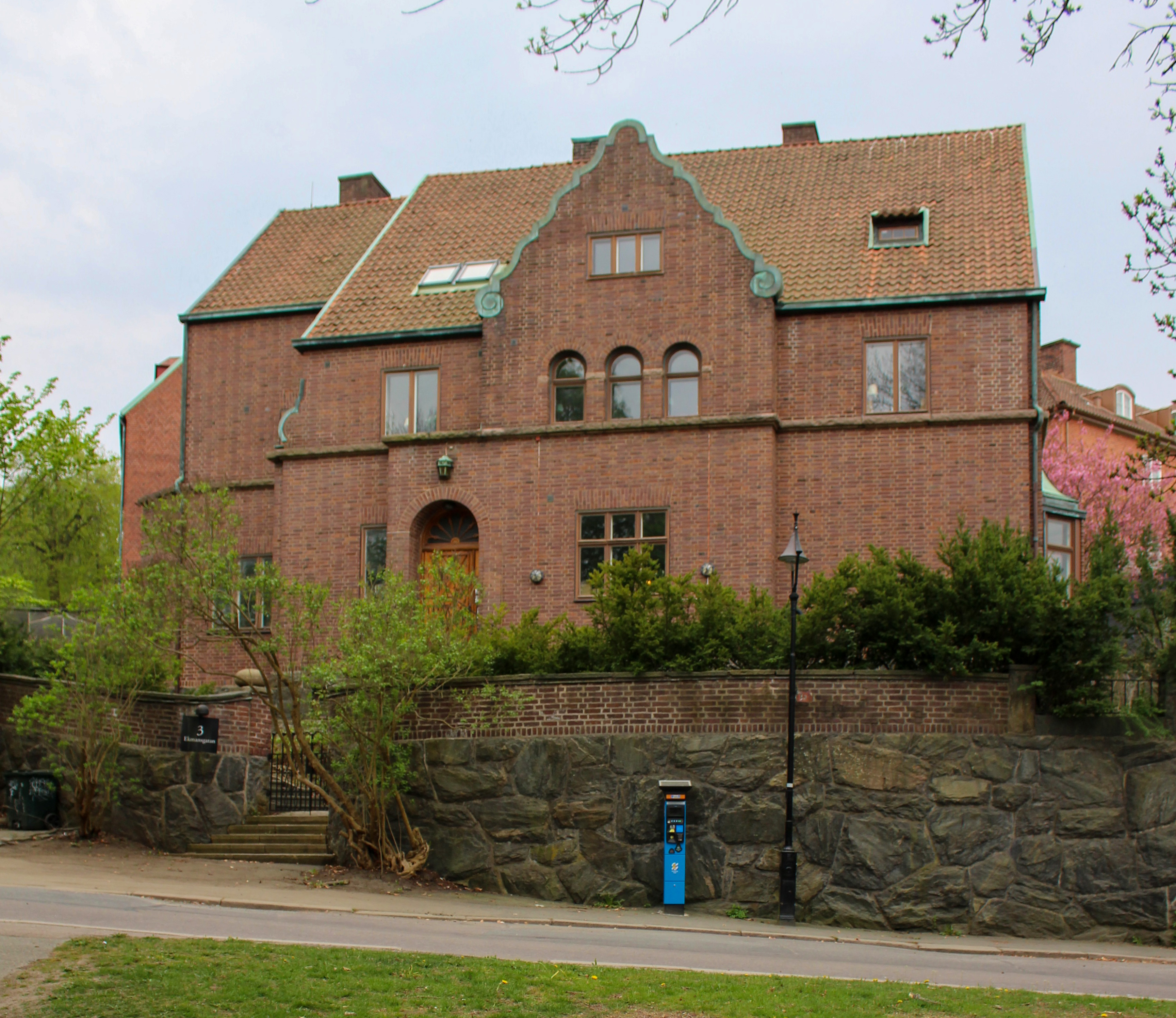
Församlingsfakulteten i april 2019.

Församlingsfakulteten i Göteborg (FFG) är en fristående teologisk utbildningsinstitution på Bibelns och den evangelisk-lutherska bekännelsens grund. Den konfessionella utgångspunkten för teologisk forskning och undervisning uttrycker sig i "förtroende för Bibeln, fördjupning i teologi, förväntan på Gud."

## Historik
Församlingsfakulteten är en av två skolor på kristen grund som Peter Isaac Béens Utbildningsstiftelse bedriver. Utmärkande är stiftelsens portalparagraf. L M Engströms gymnasium i centrala Göteborg är den andra. Stiftelsen har rötter i prosten Peter Isaac Béens insamlingsarbete för etablerandet av ett fristående prästgymnasium på 1920-talet. FFG ger ut tidskriften Hälsning från Församlingsfakulteten (4 nr/år), som knyter an till namnet på den gamla tidskriften Hälsning från Prästgymnasiet.
År 1993 började Församlingsfakulteten sin verksamhet med kompletterande kurser för studenter på den religionsvetenskapliga institutionen vid Göteborgs universitet, med en konfessionell utgångspunkt för forskning och undervisning. År 2000 startades en tvåårig heltidsutbildning, Teologisk utbildning för kyrka och samhälle, som sedermera blev en treårig teologisk utbildning. År 2003 avslogs en ansökan till Högskoleverket angående Församlingsfakultetens rätt att utfärda högskoleexamen. Avslaget grundades på följande motiveringar: "specifika mål för utbildningen saknas", "utbildningen saknar den bredd och det djup som är nödvändigt för att möjliggöra övergång till annan högskoleutbildning", "samverkan med övriga vetenskapssamhället, inte minst svenska högskolor, förekommer ännu i alltför liten utsträckning", samt att anställningsordning för lärare och jämställdhetsplan saknas. År 2009 ackrediterades dock den treåriga utbildningen av European Evangelical Accrediting Association som "comparable to bachelor of theology." År 2014 ingicks ett samarbete med Concordia Theological Seminary i USA och år 2019 med Fjellhaug Internasjonale Høgskole i Oslo som innebär nya möjligheter för ackrediterad teologisk utbildning på FFG (se nedan).
Församlingsfakultetens rektor är Torbjörn Johansson sedan 2014.

## Profil
Församlingsfakulteten finns i Lorensbergs villastad alldeles vid Göteborgs kulturcentrum med konstmuseet, konserthuset, stadsbiblioteket, teater och biograf som närmaste grannar. Fakultetens eget hus, Villa Fischer, är ett hus från 1900-talets början. Biblioteket innehåller ca 20,000 volymer, med unik profil för ett svenskt teologiskt bibliotek. I kapellet hålls dagligen middagsbön (kl. 12.05). Läsplatserna tillhandahålls för både FFG:s egna studenter och studenter vid andra institutioner. 
Samarbetet med Fjellhaug Internasjonale Høgskole i Oslo innebär att studerande på Församlingsfakulteten studerar under det norska högskolesystemet, får norsk högskoleexamen (Bachelor i teologi och mission) och behörighet till teologiska studier på avancerad nivå vid andra svenska institutioner, samt är berättigade till studiemedel från CSN. Parallellt med de teologiska studierna kan ett pastoralt fördjupningspår väljas till, som FFG erbjuder tillsammans med Lutherstiftelsen. 
Samarbetet med Concordia Theological Seminary i USA innebär möjligheten att studera för en amerikansk Master of Sacred Theology-examen på plats i Göteborg. Masterprogrammet är inriktat på systematisk (luthersk) teologi och ges på deltid: upp till tre intensivkurser per år (totalt nio kurser), examinationer, och en avslutande kvalificerad uppsats ("thesis"). 
Församlingsfakulteten är inte formellt knuten till Svenska kyrkan, men har växt fram genom aktiva insatser från präster och andra, särskilt i Göteborgs stift. Den ursprungliga visionen att motverka prästbristen i Svenska kyrkan genom att främja rekrytering och utbildning av Ordets förkunnare gäller än idag. Förutom olika svenskkyrkliga församlingar har Församlingsfakulteten visst samarbete med andra kristna organisationer, till exempel Kyrkliga Förbundet för evangelisk luthersk tro, Evangelisk Luthersk Mission – Bibeltrogna Vänner, Missionsprovinsen, Svenska kyrkans fria synod och Kyrklig samling. Församlingsfakulteten är emot Svenska kyrkans ordning med kvinnliga präster.

## Bokförlaget Pro Veritate
Församlingsfakultetens böcker och småskrifter gavs tidigare ut på Församlingsförlaget, vilket upphörde som förlag 2022. Sedan dess ges böcker ut på det egna förlaget Pro Veritate. Det fanns tidigare i Uppsala ett annat förlag med detta namn, men det är avvecklat sedan ett par decennier. Efter tillstånd från arvingarna efter gamla Pro Veritate har FFG:s bokförlag tagit över namnet och registrerat det. Pro Veritate betyder ”För Sanningen” (av lat. veritas, sanning). En inspirations källa finns i Martin Luthers skrift från 1518: Till sanningens [Pro Veritate] utforskande och till tröst för fruktande samveten.

## Personer aktiva vid fakulteten
- Torbjörn Johansson, lektor i systematisk teologi, nuvarande rektor
- Rune Imberg, pensionerad lektor i kyrkohistoria 1996-2020 och rektor 2001-2009 på FFG
- Fredrik Brosché, lärare i själavård
- Timo Laato, lektor i Nya Testamentets exegetik
- Daniel Johansson, lektor i Nya Testamentets exegetik, nuvarande studierektor
- Niklas Antonsson, lektor i kyrkohistoria
- Jonathan Ådahl, lärare
- Jakob Appell, lärare